# スズキ・B-KING
B-KING（ビーキング）はスズキの大型二輪車。機種記号はGSX1300BK。排気量1,340ccのネイキッドタイプのオートバイである。

## 概要
2001年10月、第35回東京モーターショーにコンセプト車として登場した。GPSを利用して気象情報を表示できるなどのハイテク装備もさることながら、240mmの極太リアタイヤなどをまとった力強いスタイリングがバイカーの間で大きな反響を呼び、そのほとんどが「このまま市販して欲しい」というものだった。これは同じスズキのコンセプト車であった「ファルコラスティコ」や「ヌーダ」のような「夢のバイク」とは少々異なり、かなり現実味を帯びた仕様になっていたためであった。さらに当時ヨーロッパで流行していた「ストリートファイター」という潮流にも乗り、日本国外でも大きな波紋を呼んだ。フランスではバックヤードビルダーの「LAZARETH」というメーカーが、エンジン共通のハヤブサをベースにB-KINGそっくりの走行可能なカスタムバイクを制作しており、地元誌掲載後には日本のバイク雑誌にも紹介された。
2005年、パリサロンでGSRが発表され、翌年5月に発売される。そのスタイリングはB-KINGを髣髴とさせるものであったが、イメージに止まるものであった。2006年9月、スズキはB-KINGの市販化を発表する。同年のモーターショウに出品された展示車はまさにB-KINGをより現実的にリファインしたものであり、期待が高まった。
2007年7月5日に2008年モデルとして発売を発表。国内仕様は販売されず、日本国内では欧州仕様と北米仕様が逆輸入された（本体参考価格1,580,000円＝モトマップ）。

## 諸元
- 1,340cc並列4気筒DOHCフュエルインジェクション、チタンバルブ、圧縮比12.5:1
- シリンダーとシリンダーヘッドに特殊メッキ
- 燃料噴射等のエンジンコントロールに32ビット、1,024キロバイトROMのコンピュータを搭載
- スズキ・デュアル・スロットル・バルブ(SDTV)採用
- 排ガスはEuro3対応
- 4int2into1マフラーをシート下に格納、後端はスラッシュカット
- ライダーの好みに応じて2種類のモードを選べるスズキ・ドライブモードセレクター(S-DMS)を装備
- 高剛性ツインスパーアルミフレームとスイングアーム
- 倒立フォークとモノショックはフルアジャスタブル
- フロント120mmリア200mmタイヤ
- 310mmダブルディスクブレーキにラジアルマウントキャリパー
- 前後ビルトインウィンカー
- パネルにはスピード、回転数の他平均スピード、整備時期などを表示
- イグニッションONでB-KINGのロゴがパネルに表示される
- EU仕様にはイモビライザーが装備されている（CN仕様やUS仕様にはイモビライザー非装着）